# Tombougou (Côte d'Ivoire)
Pour les articles homonymes, voir Tombougou.
Tombougou est une localité du Nord de la Côte d'Ivoire appartenant au département de Boundiali, Région des Savanes. Elle se situe au nord de Boundiali, en direction de Kouto. Ce village est situé sur les rives du fleuve la Bagoué, un affluent du Bandama qui a donné son nom à la région de la Bagoué dont Boundiali est le chef-lieu. Il y a une école maternelle et primaire, un centre de santé avec des lits d'hospitalisation et des logements pour les personnels enseignant et médical. Plusieurs personnalités dont Mariatou Koné, ministre de l'éducation nationale et d'alphabétisation, ex ministre ivoirien de la solidarité et Coulibaly Ousmane, préfet de la région de San-Pédro, en sont originaires. Le village a un forage de 15 000 litres et un foyer de jeunes construits en 2018. Il fournit les deux tiers de la population en eau potable et abrite les usines de transformation de noix de cajou et de la compagnie ivoirienne d'eau SODECI de la région. On y trouve un poste de 90 kV de la Compagnie ivoirienne d'électricité construit en 1985.

## Histoire
Cette localité a été la première dans cette région à accueillir les colons français sur ses terres. Elle abrite aujourd'hui un cimetière de colons comme vestige colonial sur son ancien site. Tombougou fut chef lieu du district de Tombougou en 1898, et un endroit stratégique permettant de faire face à l'avancée de Samory Touré. Plusieurs agents y ont été affectés par l'administration coloniale dont le dernier en date est le Commis de 4e classe Le Breton le 25 mars 1905.